# Wolny (potok)
Wolny – potok w Beskidzie Śląskim, prawostronny dopływ Czarnej Wisełki, o długości 3,43 km. Cały tok w granicach miasta Wisła, w obrębie Parku Krajobrazowego Beskidu Śląskiego.
Płynie w południowo-zachodniej części masywu Baraniej Góry. Źródła na wysokości ok. 1130 m n.p.m., ok. 300 m na zachód od szczytu Równiańskiego Wierchu. Spływa początkowo w kierunku zachodnim, a pod szczytem Przysłopu zmienia kierunek na południowy. Na wysokości 734 m n.p.m., koło gajówki Piłka, wpada do Czarnej Wisełki.
Wincenty Pol, który przyjmował Czarną Wisełkę za źródłowy tok Wisły, w swej pracy pt. „Rzut oka na północne stoki Karpat” (1851) wymienił już potok Wolna jako jej pierwszy dopływ (błędnie jednak podając, że jest ona dopływem lewym).
Od 1959 r. cały tok potoku objęty jest rezerwatem przyrody „Wisła”.